# 埃斯孔布尔和勒谢努瓦
埃斯孔布尔和勒谢努瓦（法語：Escombres-et-le-Chesnois）是法国香槟-阿登大区阿登省的一个市镇，属于色当区东色当县。该市镇2009年时的人口为349人。

## 人口
埃斯孔布尔和勒谢努瓦人口变化图示
| 数据来源：INSEE |